# Basehor
Basehor est une municipalité américaine située dans le comté de Leavenworth au Kansas. Lors du recensement de 2010, sa population est de 4 613 habitants.

## Géographie
Basehor se trouve dans l'ouest de l'aire urbaine de Kansas City.
Selon le Bureau du recensement des États-Unis, la municipalité s'étend en 2010 sur une superficie de 6,75 milles carrés (17,48 km2), dont 0,07 mille carré (0,18 km2) d'étendues d'eau.

## Histoire
La ville est fondée en 1889 par les frères Ephraim et Reuben Basehor. Elle se développe alors grâce au chemin de fer. Basehor connait une forte croissance depuis le milieu du XXe siècle, notamment grâce à sa proximité avec Kansas City.

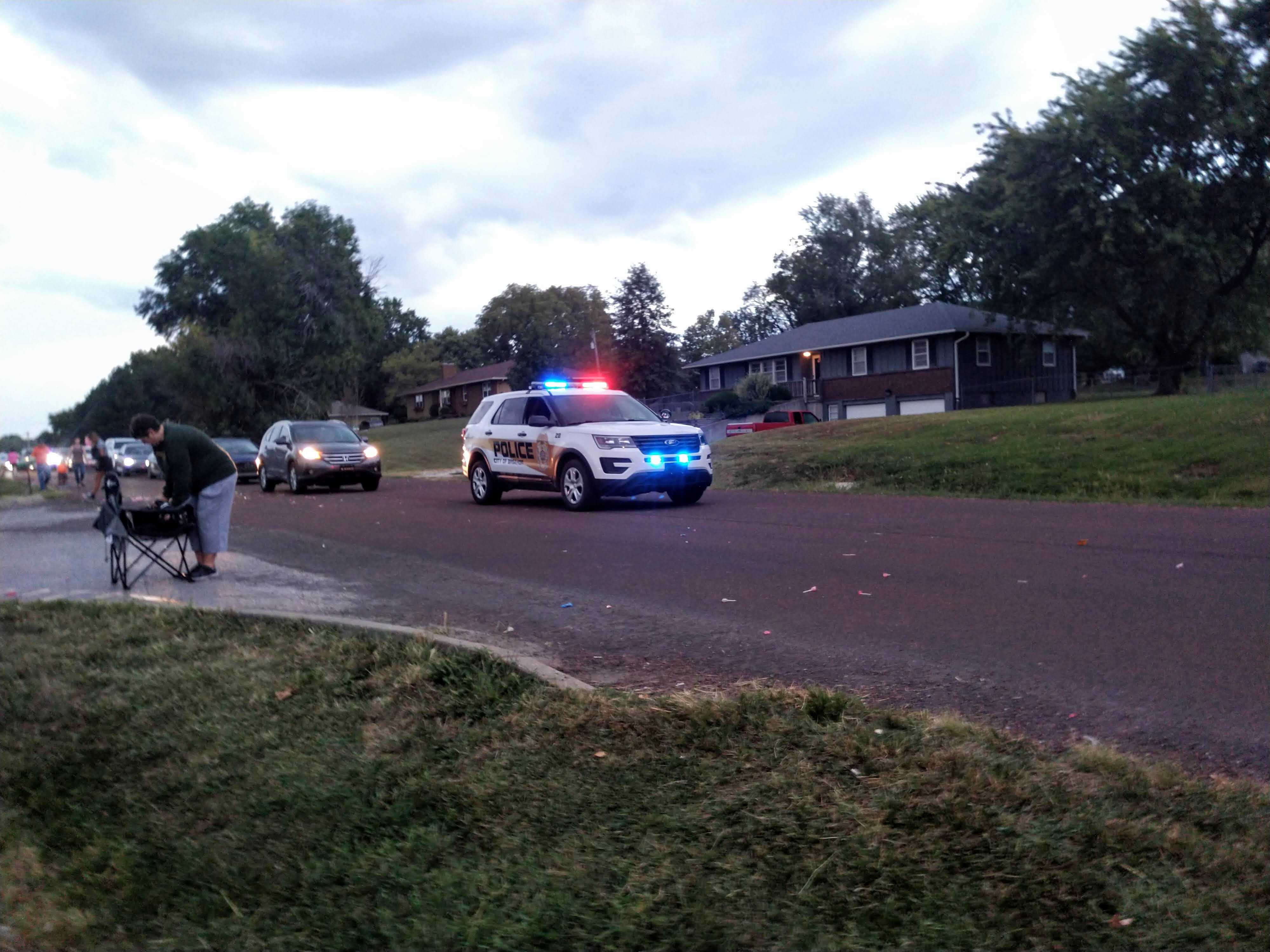
Une voiture de police Ford 2016 commandée par le département de police de Basehor

## Démographie
La population de Basehor est estimée à 6 015 habitants au 1er juillet 2017.
| Groupe          | Basehor (2016) | Kansas (2017) | États-Unis (2017) |
| --------------- | -------------- | ------------- | ----------------- |
| Blancs          | 93,5           | 86,5          | 76,6              |
| Asiatiques      | 2,9            | 3,1           | 5,8               |
| Amérindiens     | 1,7            | 1,2           | 1,3               |
| Afro-Américains | 1,1            | 6,2           | 13,4              |
| Métis           | 0,7            | 3,0           | 2,7               |
|                 |                |               |                   |
| Hispaniques     | 2,8            | 11,9          | 18,1              |

Le revenu par habitant était en moyenne de 33 905 dollars par an entre 2012 et 2016, supérieur à la moyenne du Kansas (28 478 dollars) et à la moyenne nationale (29 829 dollars). Sur cette même période, 4,6 % des habitants de Basehor vivaient sous le seuil de pauvreté (contre 12,1 % dans l'État et 12,7 % à l'échelle des États-Unis).